# Полтавська обласна бібліотека для дітей імені Панаса Мирного
Полтавська обласна бібліотека для дітей імені Панаса Мирного— обласна бібліотека для дітей у Полтаві. Найбільша дитяча бібліотека Полтавщини. Заснована 1934 року як міська дитяча бібліотека. У 1949 році з нагоди святкування 100-річчя від дня народження видатного письменника-земляка бібліотека отримала ім'я Панаса Мирного. З 1962 року — обласна бібліотека для дітей.

## Історія бібліотеки

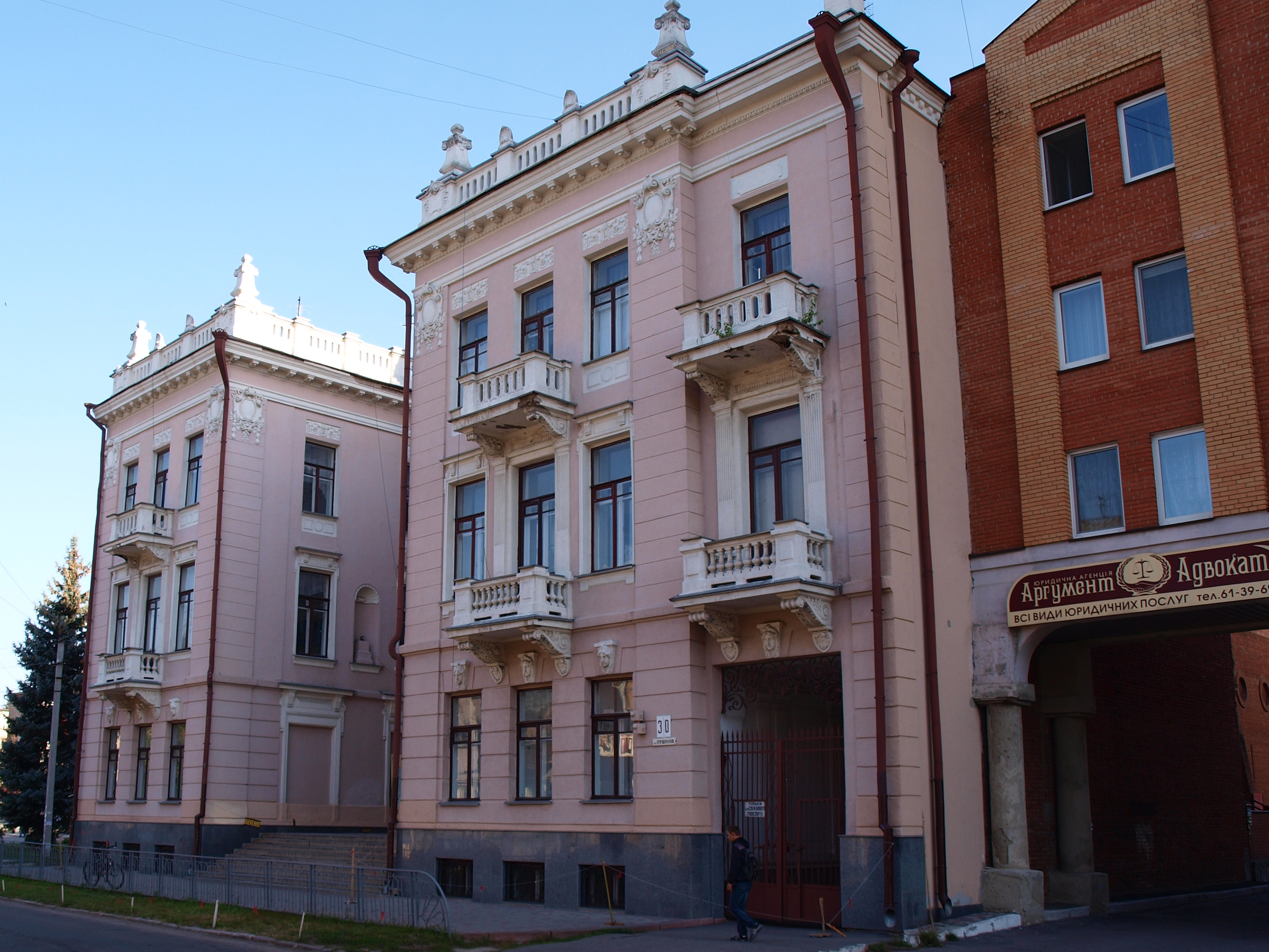
Полтава. Вулиця Пушкіна, 30. У 1934 році тут, в Будинку піонерів, була відкрита міська дитяча бібліотека.

Датою заснування бібліотеки вважається 1934 рік, коли при Будинку піонерів (колишнє Музичне училище Ахтерумова) була створена міська дитяча бібліотека. Пізніше, у 1936 році, бібліотека реорганізована в районну бібліотеку для дітей. Після утворення Полтавської області у січні 1938 року на її базі була організована обласна бібліотека для дітей та юнацтва.
Напередодні Другої світової війни книжковий фонд бібліотеки становив 20 тисяч одиниць зберігання. В період німецької окупації фонди обласної бібліотеки були розграбовані. Робота бібліотеки відновлена у січні 1944 року: до кінця року було зібрано серед населення 8 тисяч книг.
У 1949 році бібліотеці присвоєно ім'я Панаса Мирного на честь 100-річчя від дня народження письменника. З 1962 року бібліотека має сучасну назву — обласна бібліотека для дітей імені Панаса Мирного.

## Сучасність
З 2008 року бібліотека розташована в новому будинку Полтавської обласної універсальної наукової бібліотеки імені І. П. Котляревського за адресою вул. Небесної Сотні, 17.

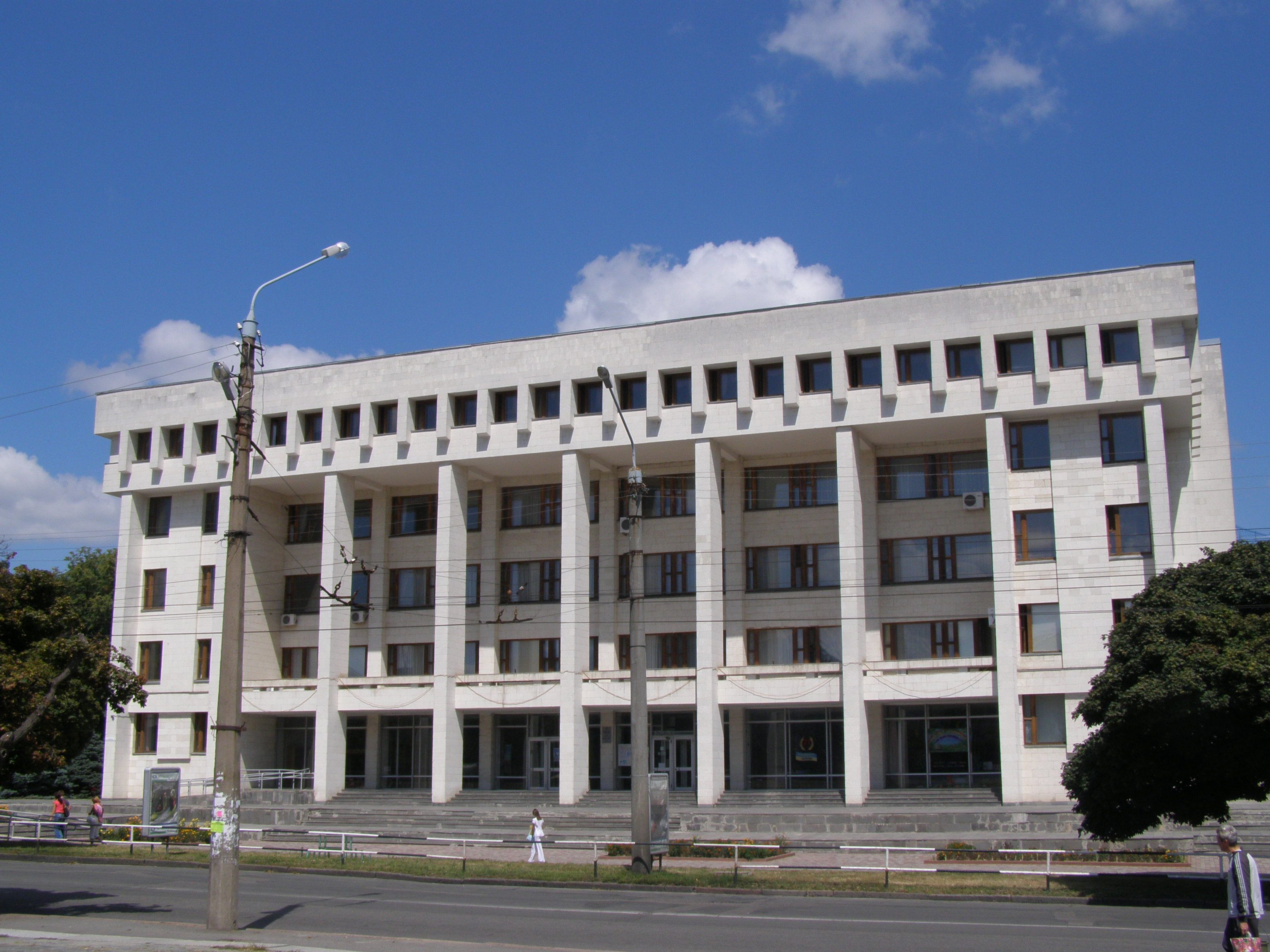
Ніні обласна бібліотека для дітей ім. Панаса Мирного знаходиться в приміщеннях обласної наукової бібліотеки на вулиці Небесної Сотні, 17.

Бібліотека щорічно обслуговує понад 10000 дошкільнят, учнів 1-9 класів середніх шкіл, керівників дитячого читання. Книговидача становить 217 тисяч книг та періодичних видань. Користувачі обслуговуються диференційовано, за віковими групами. Бібліотека має унікальний бібліотечний фонд, який налічує близько 122 тисяч одиниць зберігання: книг, періодичних видань, кінофотофонодокументів, аудіовізуальних матеріалів. Створена система каталогів.
У бібліотеці діють три відділи обслуговування:
- Відділ обслуговування читачів-учнів 1-4 класів: має абонемент, який здійснює видачу літератури додому. Книжковий фонд розташовано згідно з диференціацією школярів та має відкритий доступ. В читальній залі зібрані довідкові видання для наймолодших, книги підвищеного попиту, дитячі газети і журнали, науково-педагогічна література.

- Відділ обслуговування читачів-учнів 5-9 класів: в абонементі проза, поезія, природнича, історична, пригодницька література. В читальній залі відділу широко представлені універсальні та галузеві енциклопедії, довідники, словники, краєзнавча література, періодичні видання необхідні для навчання, підготовки рефератів, написання творів.

- Відділ естетичного виховання: найцікавіша література та періодичні видання з питань мистецтв, ноти, аудіовізуальні документи. Тут організовуються численні конкурси, виставки дитячої творчості, літературно-музичні години, зустрічі з майстрами декоративно-ужиткового мистецтва тощо.

Бібліотека проводить бібліографічну та методичну роботу. Довідково-бібліографічний апарат бібліотеки складається з алфавітного, систематичного каталогів та картотеки статей для учнів 5-9 класів, краєзнавчої картотеки, картотеки творів, відзначених преміями, систематичного каталогу звукозаписів, нотних видань, картотеки на допомогу розвитку творчої особистості.